# پایگاه هوایی آبی پورت استانتون/اسپارو لیک
پایگاه هوایی آبی پورت استانتون/اسپارو لیک (به انگلیسی: Port Stanton/Sparrow Lake Water Aerodrome) یک فرودگاه خصوصی است که یک باند فرود آب دارد. این فرودگاه در کشور کانادا قرار دارد و در ارتفاع ۲۱۳ متری از سطح دریا واقع شده است.